# Кубок Італії з футболу 2008—2009
Кубок Італії з футболу 2008—2009 — 62-й розіграш Кубка Італії з футболу. Турнір стартував 9 серпня 2008 року, а завершився 13 травня 2009 року фінальним матчем на стадіоні «Стадіо Олімпіко» в Римі. У турнірі взяли участь 78 італійських клубів. У фіналі римське «Лаціо» виграло у «Сампдорія» і в 5-й раз завоював Кубок Італії.

## Календар
| Раунд           | Дата                              | Матчі | Клуби   |
| --------------- | --------------------------------- | ----- | ------- |
| Перший раунд    | 9-10 серпня 2008                  | 18    | 78 → 60 |
| Другий раунд    | 16-20 серпня 2008                 | 20    | 60 → 40 |
| Третій раунд    | 23-24 серпня 2008                 | 16    | 40 → 24 |
| Четвертий раунд | 17 вересня - 2 жовтня 2008        | 8     | 24 → 16 |
| 1/8 фіналу      | 12 листопада 2008 - 14 січня 2009 | 8     | 16 → 8  |
| 1/4 фіналу      | 21 січня - 4 лютого 2009          | 4     | 8 → 4   |
| 1/2 фіналу      | 3-4 березня/22-23 квітня 2009     | 4     | 4 → 2   |
| Фінал           | 13 травня 2009                    | 1     | 2 → 1   |

## Перший раунд
| Команда 1       | Рахунок      | Команда 2          |
| --------------- | ------------ | ------------------ |
| 9 серпня 2008   |              |                    |
| Новара (3)      | 3:1          | Реал Марчанізе (3) |
| Леньяно (3)     | 1:3          | Беневенто (3)      |
| Фоліньйо (3)    | 3:2          | Пергокрема (3)     |
| Сорренто (3)    | 3:1          | Кастельсардо (5)   |
| Меццокорона (4) | 0:2          | Пескара (3)        |
| Кремонезе (3)   | 0:3          | Реджана (3)        |
| Ареццо (3)      | 1:4          | Портогруаро (3)    |
| Про Сесто (3)   | 2:0          | Трітіум (5)        |
| Кротоне (3)     | 2:0          | Анголана (5)       |
| Фоджа (3)       | 0:2          | Барлетта (4)       |
| Падова (3)      | 8:0          | Понтедера (5)      |
| Монца (3)       | 1:1 пен. 4:3 | Челано (4)         |
| Перуджа (3)     | 1:0          | Лумеццане (3)      |
| Галліполі (3)   | 3:2          | Баколі Сібілья (5) |
| Равенна (3)     | 5:1          | Кастелларано (5)   |
| Чезена (3)      | 3:1          | Кіоджа (5)         |
| 10 серпня 2008  |              |                    |
| Таранто (3)     | 1:2          | Бассано Віртус (4) |
| Кавезе (3)      | 3:1          | Б'єллезе (5)       |

## Другий раунд
| Команда 1        | Рахунок      | Команда 2          |
| ---------------- | ------------ | ------------------ |
| 16 серпня 2008   |              |                    |
| Альбінолеффе (2) | 2:2 пен. 6:5 | Пескара (3)        |
| Парма (2)        | 3:2 дч       | Портогруаро (3)    |
| Барі (2)         | 2:0          | Бассано Віртус (4) |
| 17 серпня 2008   |              |                    |
| Барлетта (4)     | 1:3          | Сассуоло (2)       |
| П'яченца (2)     | 0:1          | Падова (3)         |
| Брешія (2)       | 2:1          | Фоліньйо (3)       |
| Емполі (2)       | 2:0          | Анкона (2)         |
| Гроссето (2)     | 4:2          | Кавезе (3)         |
| Мантова (2)      | 1:0          | Галліполі (3)      |
| Про Сесто (3)    | 0:1          | Модена (2)         |
| Тревізо (2)      | 2:2 пен. 6:7 | Беневенто (3)      |
| Асколі (2)       | 3:1          | Перуджа (3)        |
| Фрозіноне (2)    | 0:2          | Кротоне (3)        |
| Ліворно (2)      | 3:0          | Новара (3)         |
| Ріміні (2)       | 3:3 пен. 2:4 | Равенна (3)        |
| Трієстіна (2)    | 2:1          | Сорренто (3)       |
| Віченца (2)      | 3:0          | Монца (3)          |
| Піза (2)         | 1:2          | Читтаделла (2)     |
| Салернітана (2)  | 3:1          | Чезена (3)         |
| 20 серпня 2008   |              |                    |
| Авелліно (2)     | 0:1          | Реджана (3)        |

## Третій раунд
| Команда 1      | Рахунок | Команда 2        |
| -------------- | ------- | ---------------- |
| 23 серпня 2008 |         |                  |
| Сієна          | 4:0     | Альбінолеффе (2) |
| Аталанта       | 2:1     | Модена (2)       |
| Читтаделла (2) | 0:1     | Емполі (2)       |
| Лечче          | 0:1     | Салернітана (2)  |
| Палермо        | 1:2     | Равенна (3)      |
| Реджина        | 3:0     | Гроссето (2)     |
| Кальярі        | 1:0     | Трієстіна (2)    |
| Кротоне (3)    | 0:3     | Ліворно (2)      |
| Катанія        | 2:1 дч  | Парма (2)        |
| К'єво          | 1:2     | Падова (3)       |
| Болонья        | 2:0     | Віченца (2)      |
| Асколі (2)     | 1:0     | Барі (2)         |
| Лаціо          | 5:1     | Беневенто (3)    |
| Торіно         | 2:1 дч  | Брешія (2)       |
| 24 серпня 2008 |         |                  |
| Дженоа         | 3:1     | Мантова (2)      |
| Сассуоло (2)   | 1:0     | Реджана (3)      |

## Четвертий раунд
| Команда 1       | Рахунок      | Команда 2    |
| --------------- | ------------ | ------------ |
| 17 вересня 2008 |              |              |
| Сієна           | 0:2          | Емполі (2)   |
| Реджина         | 4:0          | Кальярі      |
| Катанія         | 4:0          | Падова (3)   |
| 30 вересня 2008 |              |              |
| Салернітана (2) | 2:2 пен. 6:5 | Сассуоло (2) |
| 1 жовтня 2008   |              |              |
| Болонья         | 1:0          | Асколі (2)   |
| Лаціо           | 2:0          | Аталанта     |
| Торіно          | 3:2 дч       | Ліворно (2)  |
| 2 жовтня 2008   |              |              |
| Дженоа          | 2:1          | Равенна (3)  |

## 1/8 фіналу
| Команда 1         | Рахунок      | Команда 2       |
| ----------------- | ------------ | --------------- |
| 12 листопада 2008 |              |                 |
| Удінезе           | 0:0 пен. 8:7 | Реджина         |
| Сампдорія         | 2:1          | Емполі (2)      |
| Наполі            | 3:1          | Салернітана (2) |
| 3 грудня 2008     |              |                 |
| Мілан             | 1:2 дч       | Лаціо           |
| 17 грудня 2008    |              |                 |
| Фіорентіна        | 0:1          | Торіно          |
| Рома              | 2:0          | Болонья         |
| 13 січня 2009     |              |                 |
| Інтернаціонале    | 3:1 дч       | Дженоа          |
| 14 січня 2009     |              |                 |
| Ювентус           | 3:0          | Катанія         |

## 1/4 фіналу
| Команда 1      | Рахунок      | Команда 2 |
| -------------- | ------------ | --------- |
| 21 січня 2009  |              |           |
| Удінезе        | 1:1 пен. 1:4 | Сампдорія |
| Інтернаціонале | 2:1          | Рома      |
| 22 січня 2009  |              |           |
| Лаціо          | 3:1          | Торіно    |
| 4 лютого 2010  |              |           |
| Ювентус        | 0:0 пен. 4:3 | Наполі    |

## 1/2 фіналу
| Команда 1                | Заг. | Команда 2      | 1-й матч | 2-й матч |
| ------------------------ | ---- | -------------- | -------- | -------- |
| 3 березня/22 квітня 2009 |      |                |          |          |
| Лаціо                    | 4:2  | Ювентус        | 2:1      | 2:1      |
| 4 березня/23 квітня 2009 |      |                |          |          |
| Сампдорія                | 3:1  | Інтернаціонале | 3:0      | 0:1      |

## Фінал
| 13 травня 2009 21:45 (EEST) |

| «Лаціо»   | 1:1 дч   | «Сампдорія» |
| --------- | -------- | ----------- |
| Сарате 4' | Протокол | Паццині 31' |

| «Олімпійський стадіон», Рим Глядачів: 68 000 Арбітр: Роберто Розетті |

|                                                                    |     | Пенальті                                                                       |  |
| Ледесма · Роккі · Розегнал · Коларов · Сарате · Ліхтштайнер · Дабо | 6:5 | Кассано · Паломбо · Паццині · Гастальделло · Аккарді · Дельвеккіо · Кампаньяро |  |